# Octavia Minor
Octavia Minor (69 př. n. l. – 11 př. n. l.) byla starší sestra prvního římského císaře Augusta, nevlastní sestra Octavie Major a čtvrtá manželka Marka Antonia. Byla také prababičkou císaře Caliguly a císařovny Agrippiny mladší, babičkou císaře Claudia, prababičkou z otcovy a praprababičkou z matčiny strany císaře Nera.
Octavia byla vážená a obdivovaná pro svou loajalitu, šlechetnost a lidskost, a pro udržování tradiční římské ženské počestnosti.

## Život

### Dětství
Sestra císaře Augusta Octavia se narodila ve městě Nola jako jediná dcera ze druhého manželství Gaia Octavia s Atiou Balbou Caesonií, neteří Julia Caesara. Její otec, římský guvernér a senátor, zemřel v roce 59 př. n. l. a matka se znovu provdala za konzula Lucia Marcia Philippa. Octavia trávila většinu dětství cestováním s rodiči. Marcius se staral o Octaviino i Augustovo vzdělání.

### První manželství
Před rokem 54 př. n. l. ji nevlastní otec provdal za Gaia Claudia Marcella Minor. Marcellus byl mužem konzulárního postavení, členem vlivné rodiny Claudiů a potomkem Marka Claudia Marcella, slavného generála Druhé punské války. V roce 54 př. n. l. vyslovil její prastrýc Caesar přání, aby se s Marcellem rozvedla a vdala se za Pompeia, vdovce po Caesarově dceři Julii. Pár se však odmítl rozvést, a tak se Pompeius musel oženit s Cornelií Metellou. Octaviin manžel pokračoval v oponování Caesarovi i v rozhodujícím roce jeho konzulátu v roce 50 př. n. l. Občanská válka vypukla, když Caesar v roce 49 př. n. l. napadl Itálii.
Marcellus, přítel Cicera, byl zpočátku oponent Caesara, když vtrhl do Itálie, ale v bitvě u Farsálu nepozvedl proti manželčině prastrýci zbraně, a tak mu Caesar nakonec udělil milost. V roce 47 př. n. l. pronásledoval s Caesarem svého bratrance a jmenovce, bývalého konzula, poté žijícího v exilu. Octavia měla s Marcellem tři děti: Claudiu Marcellu Major, Claudiu Marcellu Minor a Marka Claudia Marcella. Všechny tři děti se narodily v Itálii. Její manžel Marcellus zemřel v květnu 40 př. n. l.

### Druhé manželství
Z nařízení senátu se Octavia v říjnu 40 př. n. l. provdala za Marka Antonia a stala se tak jeho čtvrtou manželkou (třetí manželka Fulvia zemřela krátce předtím). Sňatek musel být schválen senátem, protože čekala dítě svého prvního manžela. Politický sňatek měl usmířit Marka Antonia s Octaviiným bratrem. Octavia byla nicméně Antoniovi věrnou manželkou. V letech 40 až 36 př. n. l. s ním cestovala po různých provinciích a žila s ním v jeho domě v Athénách. Tam vychovávala své děti s Marcellem, stejně jako dva Antoniovy syny a jejich dvě společné dcery, Antonii Major a Antonii Minor, které se tam narodily.

### Rozpad manželství
Manželství bylo těžce zkoušeno Antoniovým odchodem od Octavie a dětí k milence, egyptské královně Kleopatře VII. (Antonius a Kleopatra se setkali v roce 41 př. n. l., což vedlo k narození dvojčat). Po roce 36 př. n. l. se Octavia s dcerami z druhého manželství vrátila do Říma. Při několika příležitostech působila jako politický poradce a vyjednavač mezi manželem a bratrem. Marcus Antonius se s Octavií rozvedl v roce 32 př. n. l., poté, co mu v roce 35 př. n. l. poskytla k tažení na východ muže a vojáky. Po jejím zavrhnutí, rozvodu a následné Antoniově sebevraždě, se Octavia stala jediným opatrovníkem jejich dětí, stejně jako poručníkem Antoniových dětí s Fulviou i Kleopatrou:
- Iullus Antonius (Fulviin syn)
- Alexander Hélios (syn Kleopatry)
- Kleopatra Seléné (dcera Kleopatry)
- Ptolemaios Filadelfus (syn Kleopatry)

Octavia se již znovu neprovdala.

### Život po Antoniovi
Augustus zbožňoval, ale nikdy neadoptoval, jejího syna Marcella. Když Marcellus v roce 23 př. n. l. nečekaně zemřel, byl Augustus ohromen a Octavia tak zdrcená, že se zdálo, že se z toho již nezotaví.
Octavia se ze synovi smrti možná již nezotavila a odešla, až na důležité příležitosti, z veřejného života. Hlavním zdrojem domněnky, že se Ocavia nikdy nevzpamatovala, je Seneca, ale Seneca by si mohl přát předvést svou rétorickou dovednost s nadsázkou, spíše než dodržovat skutečnost. Některé skutečnosti popírají Senecovu verzi, neboť Octavia otevřela veřejnou Marcellovu knihovnu, věnovanou jeho památce, zatímco její bratr nechal na jeho počest postavit Marcellovo divadlo. Octavia se nepochybně zúčastnila obou ceremonií, stejně jako slavnostního ceremoniálu Ara Pacis, k návratu jejího bratra z 13 provincií.

## Smrt
Octavia Minor zemřela v roce 11 př. n. l. Pohřeb byl veřejný a k hrobu v Augustově mauzoleu ji donesli její zeťové (Drusus, Ahenobarbus, Iullus Antonius, a pravděpodobně Paullus Aemillius Lepidus). Drusus pronesl jednu pohřební řeč, císař Augustus druhou a udělil sestře nejvyšší posmrtné vyznamenání. Také ji v římském senátu prohlásil za bohyni. Byla jednou z prvních Římanek, jejíž tvář se objevila na mincích.

## Potomci
Octavia měla s prvním manželem tři děti:
1. Marcus Claudius Marcellus
2. Claudia Marcella Major
3. Claudia Marcella Minor

S druhým manželem měla dvě dcery:
1. Antonia Major
2. Antonie mladší

## Octavia v populární kultuře
Značně zbeletrizovaná verze Octaviina mládí byla ztvárněna v televizním seriálu Řím, kde Octavia z rodu Juliů (irská herečka Kerry Condon) spáchala incest se svým bratrem Gaiem Octaviem, měla lesbický poměr se Servilií z rodu Juliů a romantický vztah s Markem Agrippou.
Octaviin pozdější život, okolo Marcellovi smrti, je popsán v televizní adaptaci (1976) Gravesova románu Já, Claudius.

## Vývod z předků
|               |                     |  |  |                       |  |  |  |  |  |  |  | Gaius Octavius |
|               |                     |  |  |                       |  |  |  |  |  |  |  |                |
|               | Gaius Octavius      |  |  |                       |  |  |  |  |  |  |  |                |
|               |                     |  |  |                       |  |  |  |  |  |  |  |                |
|               |                     |  |  |                       |  |  |  |  |  |  |  |                |
|               |                     |  |  |                       |  |  |  |  |  |  |  |                |
|               | Gaius Octavius      |  |  |                       |  |  |  |  |  |  |  |                |
|               |                     |  |  |                       |  |  |  |  |  |  |  |                |
|               |                     |  |  |                       |  |  |  |  |  |  |  |                |
|               |                     |  |  |                       |  |  |  |  |  |  |  |                |
|               |                     |  |  |                       |  |  |  |  |  |  |  |                |
|               |                     |  |  |                       |  |  |  |  |  |  |  |                |
|               |                     |  |  |                       |  |  |  |  |  |  |  |                |
|               |                     |  |  |                       |  |  |  |  |  |  |  |                |
|               | Gaius Octavius      |  |  |                       |  |  |  |  |  |  |  |                |
|               |                     |  |  |                       |  |  |  |  |  |  |  |                |
|               |                     |  |  |                       |  |  |  |  |  |  |  |                |
|               |                     |  |  |                       |  |  |  |  |  |  |  |                |
|               |                     |  |  |                       |  |  |  |  |  |  |  |                |
|               |                     |  |  |                       |  |  |  |  |  |  |  |                |
|               |                     |  |  |                       |  |  |  |  |  |  |  |                |
|               |                     |  |  |                       |  |  |  |  |  |  |  |                |
|               |                     |  |  |                       |  |  |  |  |  |  |  |                |
|               |                     |  |  |                       |  |  |  |  |  |  |  |                |
|               |                     |  |  |                       |  |  |  |  |  |  |  |                |
|               |                     |  |  |                       |  |  |  |  |  |  |  |                |
|               |                     |  |  |                       |  |  |  |  |  |  |  |                |
|               |                     |  |  |                       |  |  |  |  |  |  |  |                |
|               |                     |  |  |                       |  |  |  |  |  |  |  |                |
|               |                     |  |  |                       |  |  |  |  |  |  |  |                |
| Octavia Minor |                     |  |  |                       |  |  |  |  |  |  |  |                |
|               |                     |  |  |                       |  |  |  |  |  |  |  |                |
|               |                     |  |  |                       |  |  |  |  |  |  |  |                |
|               |                     |  |  |                       |  |  |  |  |  |  |  |                |
|               | Marcus Atius Balbus |  |  |                       |  |  |  |  |  |  |  |                |
|               |                     |  |  |                       |  |  |  |  |  |  |  |                |
|               |                     |  |  |                       |  |  |  |  |  |  |  |                |
|               |                     |  |  |                       |  |  |  |  |  |  |  |                |
|               | Marcus Atius Balbus |  |  |                       |  |  |  |  |  |  |  |                |
|               |                     |  |  |                       |  |  |  |  |  |  |  |                |
|               |                     |  |  | Sextus Pompeius       |  |  |  |  |  |  |  |                |
|               |                     |  |  |                       |  |  |  |  |  |  |  |                |
|               | Pompeia             |  |  |                       |  |  |  |  |  |  |  |                |
|               |                     |  |  |                       |  |  |  |  |  |  |  |                |
|               |                     |  |  | Lucilia               |  |  |  |  |  |  |  |                |
|               |                     |  |  |                       |  |  |  |  |  |  |  |                |
|               | Atia Balba Caesonia |  |  |                       |  |  |  |  |  |  |  |                |
|               |                     |  |  |                       |  |  |  |  |  |  |  |                |
|               |                     |  |  | Gaius Julius Caesar   |  |  |  |  |  |  |  |                |
|               |                     |  |  |                       |  |  |  |  |  |  |  |                |
|               | Gaius Julius Caesar |  |  |                       |  |  |  |  |  |  |  |                |
|               |                     |  |  |                       |  |  |  |  |  |  |  |                |
|               |                     |  |  | Marcia                |  |  |  |  |  |  |  |                |
|               |                     |  |  |                       |  |  |  |  |  |  |  |                |
|               | Julia Minor         |  |  |                       |  |  |  |  |  |  |  |                |
|               |                     |  |  |                       |  |  |  |  |  |  |  |                |
|               |                     |  |  | Lucius Aurelius Cotta |  |  |  |  |  |  |  |                |
|               |                     |  |  |                       |  |  |  |  |  |  |  |                |
|               | Aurelia Cotta       |  |  |                       |  |  |  |  |  |  |  |                |
|               |                     |  |  |                       |  |  |  |  |  |  |  |                |
|               |                     |  |  | Rutilia               |  |  |  |  |  |  |  |                |
|               |                     |  |  |                       |  |  |  |  |  |  |  |                |